# Dụ ngôn Chiếc lưới
Dụ ngôn Chiếc lưới là một dụ ngôn của Chúa Giêsu được ký thuật trong sách Phúc âm Mátthêu 13:47-52, đề cập đến ngày phán quyết cuối cùng của Thiên Chúa. Đây là dụ ngôn thứ bảy và cũng là cuối cùng trong quyển Phúc Âm thứ nhất. Một phiên bản vắn tắt của dụ ngôn này cũng xuất hiện trong Phúc âm Tôma (không thuộc Quy điển Kinh Thánh). 

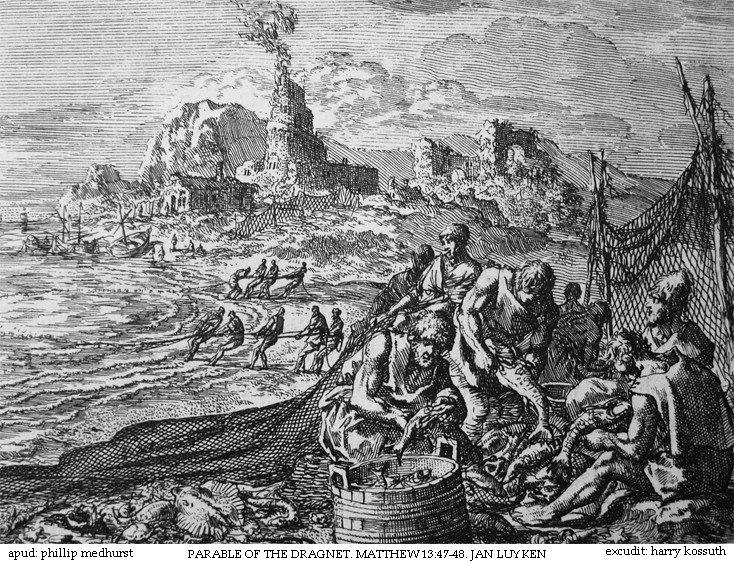

## Tường thuật
| “                                                                      | Nước trời lại còn giống như chuyện chiếc lưới thả xuống biển, gom được đủ thứ cá. Khi lưới đầy, người ta kéo lên bãi, rồi ngồi nhặt cá tốt cho vào giỏ, còn cá xấu thì vứt ra ngoài. Đến ngày tận thế, cũng sẽ xảy ra như vậy. Các thiên thần sẽ xuất hiện và tách biệt kẻ xấu ra khỏi hàng ngũ người công chính, rồi quăng chúng vào lò lửa. Ở đó, chúng sẽ phải khóc lóc nghiến răng. Chúa Giêsu hỏi họ: "Anh em có hiểu tất cả những điều ấy không?". Họ đáp: "Thưa hiểu". Người bảo họ: "Bởi vậy, bất cứ kinh sư nào đã được học hỏi về Nước trời, thì cũng giống như chủ nhà kia lấy ra từ kho tàng của mình cả mới lẫn cái cũ". | ” |
| — Matthew 13:47-52, Bản dịch của Nhóm Phiên dịch Các giờ kinh Phụng vụ | |   |

## Luận giải
Cũng giống như dụ ngôn Lúa mì và cỏ lùng, dụ ngôn này đề cập đến cuộc phán xét cuối cùng của Thiên Chúa. Ở đây, dụ ngôn mô tả việc ngư phủ tách cá tốt và cá xấu ra khỏi nhau sau khi cả hai đều bị lưới vây bắt kéo lên. Qua đó, Chúa Giêsu muốn thể hiện rằng, đến ngày tận thế, "các thiên thần sẽ đến và tách kẻ ác riêng biệt khỏi người công chính". Cá tốt cho vào giỏ tượng trưng cho người công chính được Chúa cho vào thiên đàng, cá xấu bị ném ra ngoài tượng trưng cho kẻ xấu bị ném vào hỏa ngục.